# Тенерикуты
Тенерикуты (лат. Tenericutes) — тип чрезвычайно маленьких бактерий, который содержит один общепризнанный класс — Mollicutes (микоплазмы). От других бактерий его представители отличаются отсутствием клеточной стенки, в связи с чем при окрашивании по Граму они проявляют себя как грамотрицательные бактерии. От внешней среды они отделены только клеточной мембраной. Другой их особенностью является ярко выраженный полиморфизм (их внутренняя структура и внешний вид могут быть различны).
Систематизировать микоплазмы достаточно сложно, и долгое время их относили к фирмикутам (Firmicutes). Только в 1984 году было утверждено название ещё одного типа — Tenericutes. Следует также заметить, что термин Mycoplasma часто используется наравне с термином Mollicutes.
Тенерикуты являются либо аэробами, либо облигатными анаэробами.